# Köpings kyrka
För andra betydelser, se Köpings kyrka (olika betydelser).
Köpings kyrka är en kyrkobyggnad som tillhör Köpingsbygdens församling i Västerås stift. Kring kyrkan ligger gamla kyrkogården, som sluttar ned mot omgivande gator och park i Köping.

## Kyrkobyggnaden

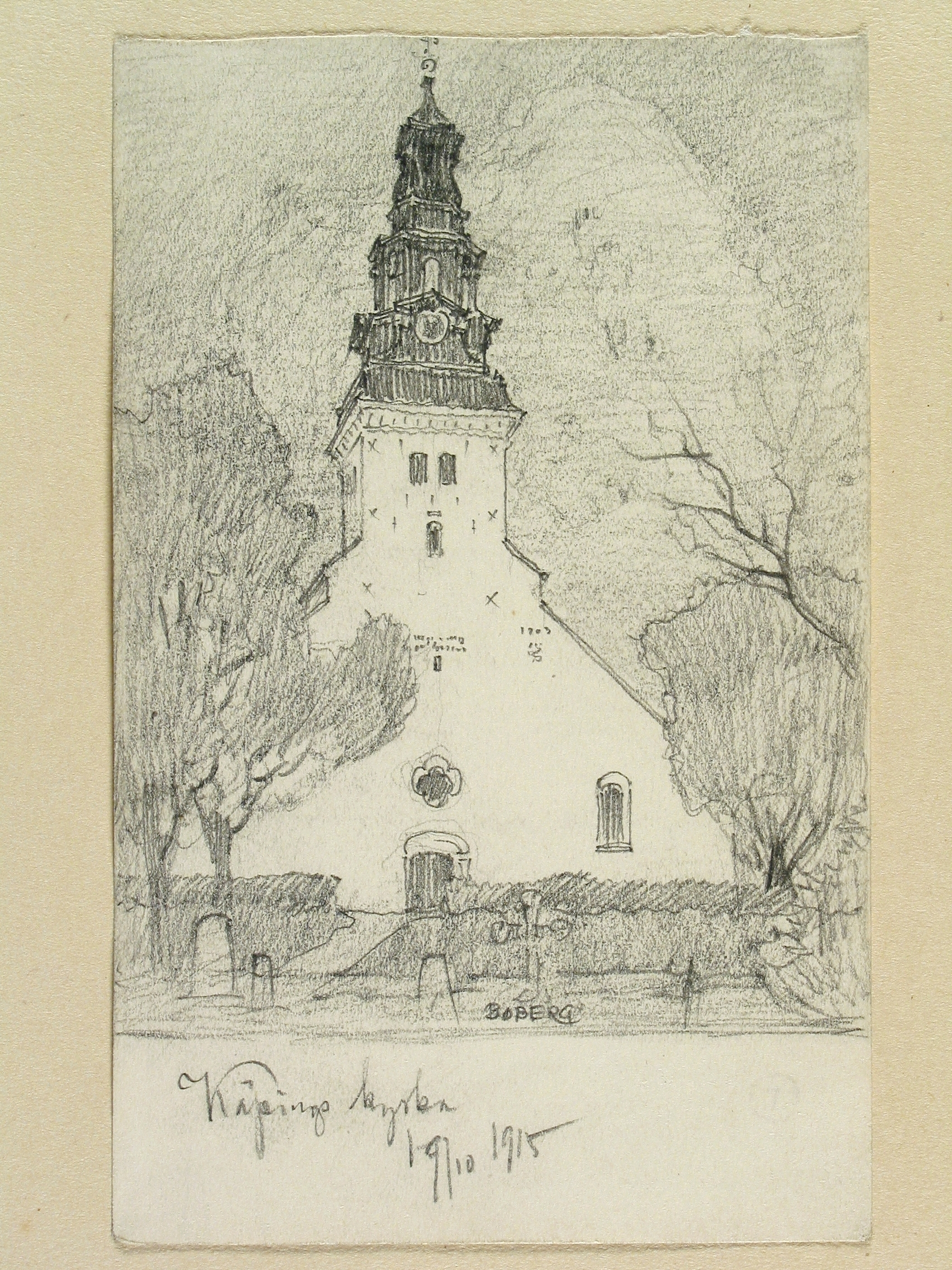
Köpings kyrka tecknad av Ferdinand Boberg 1915.

Köpings kyrka är treskeppig, med utvändiga strävpelare och tresidigt kor samt ett västtorn infogat i långhuset. Murverket består av lokalt tillverkat tegel. I fönsteröppningarna som är rundbågiga sitter bågar av svartmålat gjutjärn. Portalerna i norr, väster och söder har oljade ekdörrar. Fasaderna är slätputsade, avfärgade med vit cementfärg. Långhuset har ett koppartäckt säteritak, tornet en kopparklädd spira i barockstil.   
Kyrkorummet är treskeppigt, åtskilt av åtta fyrsidiga murpelare, täckt med sammanlagt 15 vitkalkade kryssvalv. Kalkmålningar förekommer sparsamt. På väggarna pryder epitafier från 1600- och 1700-talen. I golven ligger kalkstensplattor, delvis huggna ur gamla gravhällar. Bänkinredningen från 1880 har gavlar och skärmar i nygotik. Predikstolen från 1729 är ljusgrå med förgyllda sniderier. Centralt i koret är ett medeltida altarskåp, med mittparti, flyglar och fotställning. Altaret från 1734 är murat. Framförvarande femsidig altarring är samtida med bänkinredningen.  

## Historik
Den nuvarande kyrkan är den fjärde i ordningen. Den ursprungliga kyrkan var av trä. Möjligen var det en stavkyrka uppförd under 1000-talet. Den ersattes vid 1100-talet av en mycket stor kyrka av kalksten, 42 meter lång och fyra meter bred. Den bestod av ett långhus med ett smalare kor och absid i öster. I söder var ett vapenhus uppfört under 1200-talet och på norra sidan en sakristia som tillkom under 1300-talet. Under 1100-talet tillkom ett torn i väster och på 1200-talet ett torn i öster. Kyrkan blev därmed en klövsadelkyrka. Vid kyrkogårdens sydvästra hörn var en klockstapel belägen.
En tidigare kyrka på platsen byggdes på 1300-talet och kallades Jämmertuna kyrka. Denna eldhärjades 1437 och en ny kyrka uppfördes på 1440-talet. Murverk från 1300-talets kyrka ingick i den nyuppförda kyrkan. Den nya kyrkan fick en nästan kvadratisk planform och kyrkorummet delades in i ett mittskepp och två sidoskepp. Varje skepp försågs med tre takvalv. Ännu finns äldre delar på vinden som troligen är medeltida och kan vara rester från 1300-talets kyrka och 1400-talets nybyggnation. 1626 uppfördes en smal spetsig tornspira. Vid slutet av 1600-talet genomfördes en stor om- och tillbyggnad då ett nytt tresidigt kor byggdes. Långhuset fick portar mitt på norra och södra sidorna och fönstren förstorades. Ritningarna till denna ombyggnad upprättades 1687 av Nicodemus Tessin d.y. 1706 invigdes den ombyggda kyrkan. Tornets övre del med spira uppfördes 1734–1741. 1935 täcktes torntaket med kopparplåt. Februari 1895 beslutades om ombyggnad av läktaren för kyrkans nya orgel efter förslagsritning av arkitekt Gustaf Emil Nikolaus Pettersson på Intendentämbetet i Stockholm. Början av 1880-talet hade det beslutats om en ny orgel då en f. kassör K. O. Schedin lovade att testamentera 20 000 kr. till en sådan. När denne dog 1885, så visade det sig att han inte efterlämnat något testamente, så det gick i stöpet.

## Inventarier
- Altarskåpet är tillverkat i norra Tyskland omkring år 1520.
- Dopfunten av sandsten tillverkades i Svealand vid början av 1500-talet.
- Nuvarande predikstol beställdes 1728 av Gottlob Rosenberg i Stockholm för 3 000 daler kopparmynt. Tidigare predikstol var från 1629 och delar av denna finns bevarade på sakristians norra vägg.

### Orglar
- Före 1633 fanns en orgel i kyrkan.
- 1633 byggde Georg Hermann, Södertälje en orgel med 18 stämmor, två manualer och pedal.
- 1725 byggde Johan Niclas Cahman, Stockholm en orgel med 10 stämmor. Den byggdes till med två pedaltorn 1780 av Jonas Ekengren, Stockholm.
- 1895 byggde E A Setterquist & Son, Örebro en pneumatisk orgel med 26 stämmor fördelade på två manualer och särskild pedal samt 11 koppel, crescendo- och diminuendoverk, magasinsbälgar och regulatorer. Orgeln avsynades och godkändes torsdagen 12 september 1895 av musikdirektör Carl Johan Bolander, Västerås.[6] Orgeln invigdes söndagen 22 september 1895 av pastor Axel Gustafsson som höll ett längre invigningstal.[7] Den omändrades 1949 av Marcussen & Søn, Aabenraa, Danmark och hade efter omändringen fortfarande 26 stämmor.
- Nuvarande orgel på 45 stämmor är tillverkad av Bruno Christensen & Sønner, Tinglev i Danmark och anskaffad 1975. Orgeln har mekanisk traktur och elektrisk registratur. Den har även fria kombinationer och registersvällare. 25 stämmor och orgelfasaden är från 1895 års orgel.

#### Kororgel
- Kororgeln med två manualer och pedal är tillverkad av Nye Orgelbyggeri och anskaffad 1993. Cymbelstjärna. Gemensam svälltrampa för hela orgeln förutom Principal 8' i pedalen.

| Manual I. C-g3    | Manual II. C-g3 | Pedal C-f1   | Koppel |
| ----------------- | --------------- | ------------ | ------ |
| Borduna 16'       | Gedackt 8'      | Subbas 16'   | II/P   |
| Principal 8'      | Flöjt 4'        | Principal 8' | I/P    |
| Dubbelflöjt 8'    |                 |              |        |
| Vox candida 8'    |                 |              |        |
| Oktava 4'         |                 |              |        |
| Kvinta 2 2/3' B/D |                 |              |        |
| Oktava 2'         |                 |              |        |
| Ters 1 3/5' B/D   |                 |              |        |
| Mixtur III        |                 |              |        |
| Trumpet 8' B/D    |                 |              |        |

#### Diskografi
- Av himlens höjd : orgelmusik / Olsson, Sten, orgel. CD. Balans Music STECD 002. - Inspelad 1997.

## Galleri

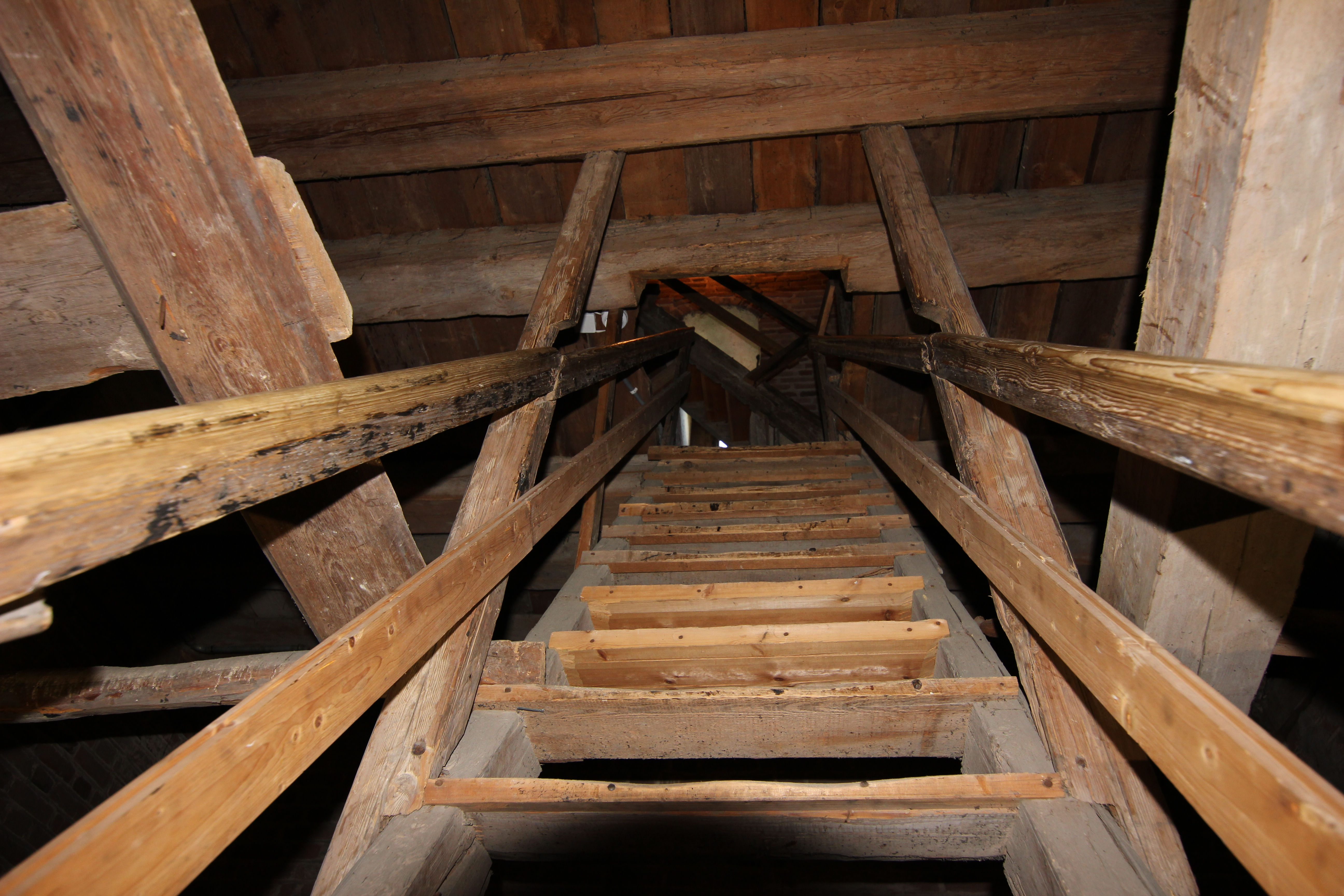
Äldre bjälkar har återanvänts i räcke till trapp upp i tornet från långhuset. Delarna är sannolikt medeltida takstolsdelar.